# Castle Air Force Base
La Castle Air Force Base (1941-1995) era un aeroporto militare gestito dalla United States Air Force e dal Strategic Air Command situato a nord della località di Atwater, a circa 123 miglia a sudest di San Francisco in California. La base aerea fino alla sua chiusura prima della riconversione ad aeroporto civile risultava essere un'area non incorporata nella Merced County. La base fu dismessa dopo la fine della guerra fredda nel 1995. Attualmente l'aeroporto è noto come Castle Airport Aviation and Development Center. 
La Castle AFB fu denominata in onore del generale di brigata Frederick W. Castle (1908-1944) il 17 gennaio 1946, dopo che il B-17 a bordo del quale si trovava il generale Fredrick fu abbattuto la sera di natale del 1944 sopra i cieli di Liegi in Belgio. Vi nacque Ray Allen, giocatore dei Miami Heat il 20 luglio 1975